# Kushyar ibn Labban
Abul-Hasan Kūshyār ibn Labbān ibn Bashahri Gilani (971-1029), ook bekend als Kūshyār Gīlānī, was een Perzisch wiskundige, geograaf en astronoom uit Jilan (nu Gilan in het huidige Iran).
Zijn eerste werk heeft Kushyar ibn Labban waarschijnlijk verricht bij het begin van de 11e eeuw. Dat werk was een belangrijke evolutie in de leer van de goniometrie. Een voorbeeld : hij zette de onderzoeken van Abul Wáfa verder en wijdde veel plaats aan dat onderzoek in zijn zij (een verzameling tafels met goniometrische getallen) ofwel az-Zīj al-Jamī wal-Baligh ("De begrijpbare en weloverwogen tafels"), die de nieuwe waarde van de planetaire toppunten bevatten, die werden waargenomen door al-Battani.
De tafels of tabletten werden vertaald in het Perzisch nog voor het einde van de 11e eeuw. Hij schreef ook een astrologische introductie en een rekenkundige verhandeling (nog steeds bestaand in het Hebreeuws).
Hij was de leermeester van Ahmad Nasawi. Men denkt dat hij is gestorven in Bagdad.
'Abd al-Hamīd ibn Turk · 
Abd-al-Rahman Al Sufi · 
Abū al-Hasan ibn Alī al-Qalasādī · 
Abū Ishāq Ibrāhīm al-Zarqālī · 
Abū Kāmil Shujā ibn Aslam · 
Abu'l-Hasan al-Uqlidisi · 
Abul Wafa · 
Ahmed ibn Yusuf · 
Al-Biruni · 
Al-Chwarizmi · 
Al-Hajjāj ibn Yūsuf ibn Matar · 
Alhazen · 
Al-Jayyani · 
Al-Karaji · 
Al-Khazini · 
Al-Kindi · 
Al-Mahani · 
Al-Majrati · 
Al-Sijzi · 
Hunayn ibn Ishaq · 
Ibn al-Banna · 
Ibn Sahl · 
Ibn Tahir al-Baghdadi · 
Ibn Yahyā al-Maghribī al-Samaw'al · 
Ibrahim al-Fazari · 
Ibrahim ibn Sinan · 
Jabir ibn Aflah · 
Kushyar ibn Labban · 
Mohammed al-Fazari · 
Mohammed ibn Jābir al-Harrānī al-Battānī · 
Nasir al-Din al-Toesi · 
Sinan ibn Thabit · 
Thabit ibn Qurra · 
Ulug Bey · 
Yusuf al-Mu'taman ibn Hud
- Bibsys: 98040643
- Bibliothèque nationale de France: cb130227759 (data)
- CiNii: DA11373713
- Gemeinsame Normdatei: 1046290347
- International Standard Name Identifier: 0000 0003 9642 7318
- Library of Congress Control Number: no99070305
- Nationale Bibliotheek van Israël: 987007264026205171
- Nederlandse Thesaurus van Auteursnamen: 142288985
- Système universitaire de documentation: 158789172
- TDVİA: kusyar-b-lebban
- Virtual International Authority File: 291385940